# 48-as villamos (Budapest)
A budapesti 48-as jelzésű villamos a Deák Ferenc tér és a Savoya Park között közlekedik. A viszonylatot a Budapesti Közlekedési Zrt. üzemelteti. A járat csak szombat napközben közlekedik. A nyomvonala a jórészt a 47-es villamos és – a Szent Gellért tértől a dél-budai végállomásáig tekintve – a 17-es villamos vonalát kombinálja, ezzel a 47-es és a 49-es villamosvonalakkal egy járatcsaládot képez, beállításának célja a szombati járatsűrűség növelése a közös vonalszakaszokon. A villamos csak szombaton közlekedik, 15 percenként.

## Története
1913 márciusában indult a Margit híd és a Városliget között. Az első világháború alatt is közlekedett, 1915 után szűnt meg. 1926-ban temetői járatként a Baross kocsiszín és az Új köztemető között közlekedett mindenszentekkor.
1927. április 18-tól Kelenföldről indulva a Ferenc József hídon át a Szabadság térre, onnan pedig a Margit hídon át a budai Török utcáig járt. 1930. szeptember 15-én útvonala a Horthy Miklós körtérig rövidült, majd 1933. július 10-én megszűnt.
1944. május 1-jén a Nagyvárad tér – Vilmos császár út – Széll Kálmán tér útvonalon indult újra, majd októberben a második világháború miatt szűnt meg.
1946. augusztus 20-tól ismét közlekedett, viszont más útvonalon: a villamos a Rudolf térről indulva a Szent István körút – Bajcsy-Zsilinszky út – Kiskörút – Bartók Béla út útvonalon érkezett a Móricz Zsigmond körtérre. 1947. október 6-tól a Kossuth híd pesti hídfőjéig közlekedett. 1948. július 31-től a belvárosi végállomása a Nyugati pályaudvar lett, majd 1949. november 26-tól csak a Madách térig járt. 1954. július 12-től Albertfalva, kitérőig hosszabbodott és elindult a betétjárata is 48A jelzéssel a Móricz Zsigmond körtér és Albertfalva, kitérő között. 1956 végétől a 48-as villamos közlekedése a forradalom miatt szünetelt, ekkor csak a 48A járt. 1957. május 20-án újraindult a 48-as, viszont a Nyugati pályaudvarról indulva, illetve ekkor szűnt meg a 48A is. 1960. november 11-én jelzése 47-esre módosult és útvonala Budafok, forgalmi telepig hosszabbodott.
2014. március 29-én indult újra, a 4-es metró miatti átszervezések kapcsán, a Deák Ferenc tér és a Savoya Park között. A villamos csak hétvégén közlekedett, majd 2015. március 15-től csak szombaton jár.
2016. június 18-ától augusztus 27-éig nem közlekedett pályafelújítás és villamosmegállóhely-peron építése miatt.
2020. április 1-jén a koronavírus-járvány miatt bevezették a budapesti viszonylatokon a szombati menetrendet, így a villamos a munkaszüneti napok kivételével minden nap közlekedett. Az intézkedés sikertelennek bizonyult, így már a következő nap visszavonták és 6-ától ismét a régi menetrend szerint indultak a járatok.

## Járművek
A vonalon Ganz CSMG típusok közlekednek. A villamosokat a Kelenföld kocsiszínben tárolják.

## Útvonala
| Savoya Park felé |
| Deák Ferenc tér M vá. – Károly körút – Múzeum körút – Kálvin tér – Vámház körút – Fővám tér – Szabadság híd – Szent Gellért tér – Bartók Béla út – Móricz Zsigmond körtér – Fehérvári út – Feltáró út – Savoya Park vá. |
| Deák Ferenc tér felé |
| Savoya Park vá. – Feltáró út – Fehérvári út – Móricz Zsigmond körtér – Bartók Béla út – Szent Gellért tér – Szabadság híd – Fővám tér – Vámház körút – Kálvin tér – Múzeum körút – Károly körút – Deák Ferenc tér M vá. |

## Megállóhelyei
| 0  | Deák Ferenc tér M végállomás    | 29 | 47, 49 72 9, 16, 100E, 105, 178, 210B, 216 | Metróállomás, Főpolgármesteri Hivatal, Pesti vármegyeháza, Deák téri evangélikus templom, Erzsébet téri Kulturális Központ és Park (Gödör), Anker-palota, Kempinski szálloda, Meridien szálloda, Örkény István Színház, Merlin Színház, Földalatti Vasúti Múzeum, Postamúzeum, Deák Téri Evangélikus Gimnázium, MOL BUBI állomás |
| 1  | Astoria M                       | 27 | 47, 49 72, 74 5, 7, 8E, 9, 107, 110, 112, 133E | Metróállomás, ELTE Bölcsészettudományi Kar, ELTE Gazdaságtudományi Kar, Astoria szálloda, Dohány utcai zsinagóga, Belvárosi Színház, Puskin mozi, Eötvös József Gimnázium, MOL BUBI állomás |
| 3  | Kálvin tér M                    | 25 | 47, 49 72, 83 9, 15, 100E | Metróállomás, Fővárosi Szabó Ervin Könyvtár (Központi Könyvtár), Nemzeti Múzeum, Református templom, Vörösmarty mozi, Korona Hotel, Szent-Györgyi Albert Általános Iskola és Gimnázium, Képző- és Iparművészeti Szakgimnázium és Kollégium, ELTE Állam- és Jogtudományi Kar, MOL BUBI állomás                                    |
| 4  | Fővám tér M                     | 23 | 2, 2B, 23, 47, 49 83 15 | Metróállomás, Fővámház (Corvinus Egyetem főépület), Ferencvárosi Helytörténeti Gyűjtemény, Fővám téri Vásárcsarnok, Szabadság híd, Veres Pálné Gimnázium, MOL BUBI állomás |
| 8  | Szent Gellért tér – Műegyetem M | 21 | 19, 41, 47, 49, 56A 7, 107, 133E | Metróállomás, Budapesti Műszaki és Gazdaságtudományi Egyetem, Gellért Szálló és Fürdő, SPAR Market áruház, MOL BUBI állomás |
| 9  | Gárdonyi tér                    | 19 | 19, 41, 47, 49, 56A 7 | MOL BUBI állomás |
| 12 | Móricz Zsigmond körtér M        | 17 | 6, 17, 19, 41, 47, 49, 56A, 61 7, 27, 33, 58, 114, 213, 240 | Metróállomás, Szent Margit Gimnázium, József Attila Gimnázium, BGSZC Öveges József Technikum és Szakképző Iskola, Feneketlen-tó, MOL BUBI állomás |
| 14 | Újbuda-központ M                | 16 | 4, 17, 41, 47 33, 53, 58, 150, 154, 212 1172, 1173, 1174, 1175, 1176, 1177, 1183, 1184, 1185, 1188, 1189, 1190, 1193, 1194, 1201, 1205, 1212, 1215, 1216, 1229, 1251, 1253, 1254, 1257, 1268 | Metróállomás, Allee bevásárlóközpont, Fehérvári úti vásárcsarnok, Kerületi rendelőintézet, MOL BUBI állomás |
| 15 | Csonka János tér                | 14 | 17, 41, 47 | Fővárosi Művelődési Ház, TESCO Expressz |
| 16 | Hauszmann Alajos utca           | 12 | 17, 41, 47 | |
| 18 | Etele út / Fehérvári út         | 10 | 1, 17, 41, 47 213 689 | SPAR szupermarket (Fehérvári út), ALDI áruház (Sopron út), Lágymányosi Szent Adalbert-plébánia (Etele út) |
| 19 | Kalotaszeg utca                 | 8  | 17, 41, 47 213 | |
| 20 | Andor utca                      | 7  | 17, 41, 47 213 | SPAR Szupermarket, TESCO Expressz |
| 21 | Albertfalva kitérő              | 5  | 17, 41, 47 213 | |
| 23 | Albertfalva utca                | 4  | 17, 41, 47 114, 213 | |
| 24 | Fonyód utca                     | 3  | 17, 41, 47 114, 213 | |
| 25 | Budafok kocsiszín               | 3  | 17, 41, 47 7, 58, 114, 213 S36 | Budafok kocsiszín, Albertfalva megállóhely |
| 29 | Savoya Park végállomás          | 0  | 17 33, 141, 158, 250, 251 | Savoya Park bevásárlóközpont, Auchan áruház, Möbelix áruház, OBI áruház, ALDI áruház |

## Képgaléria

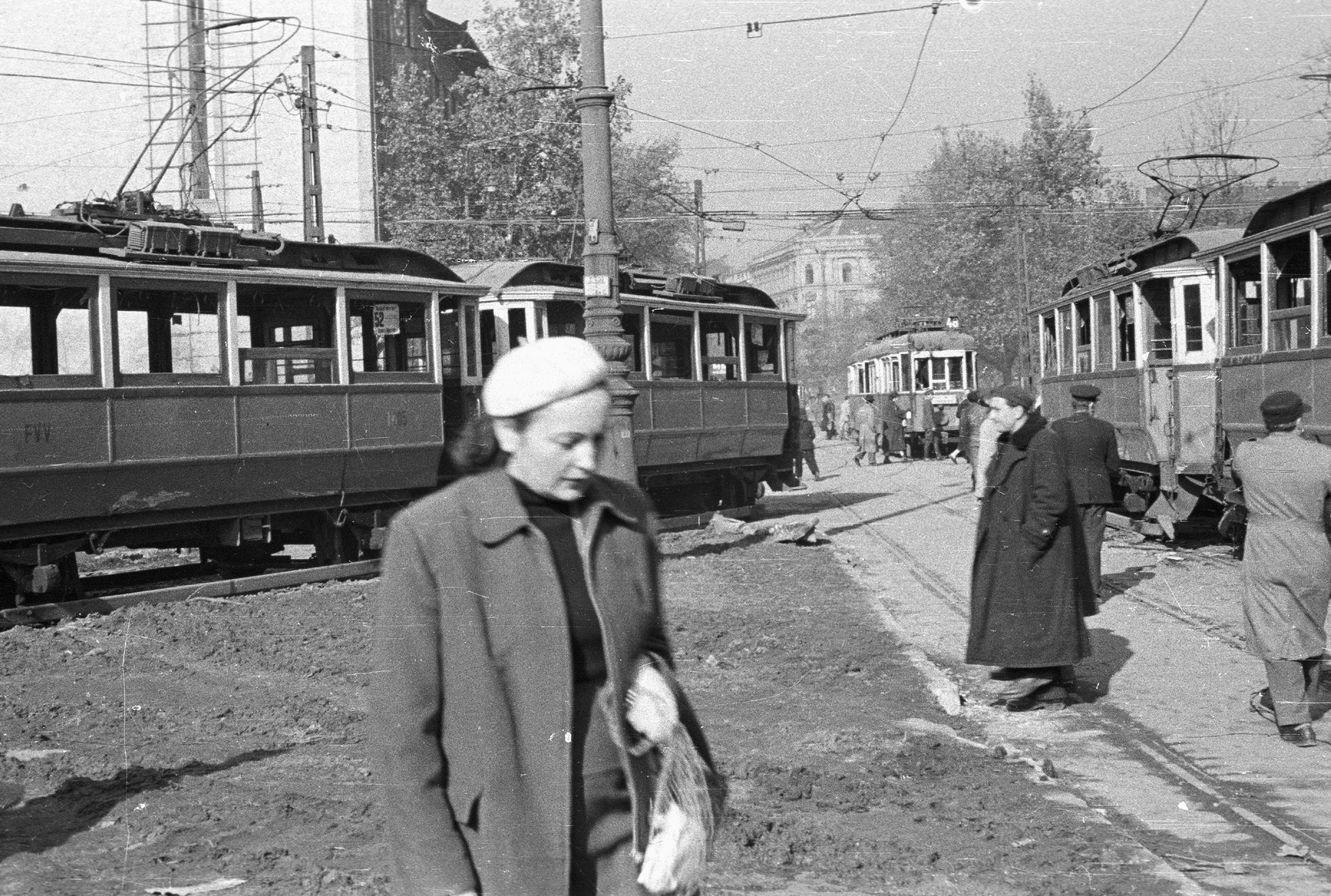
Villamosok a Múzeum körúton (1956)
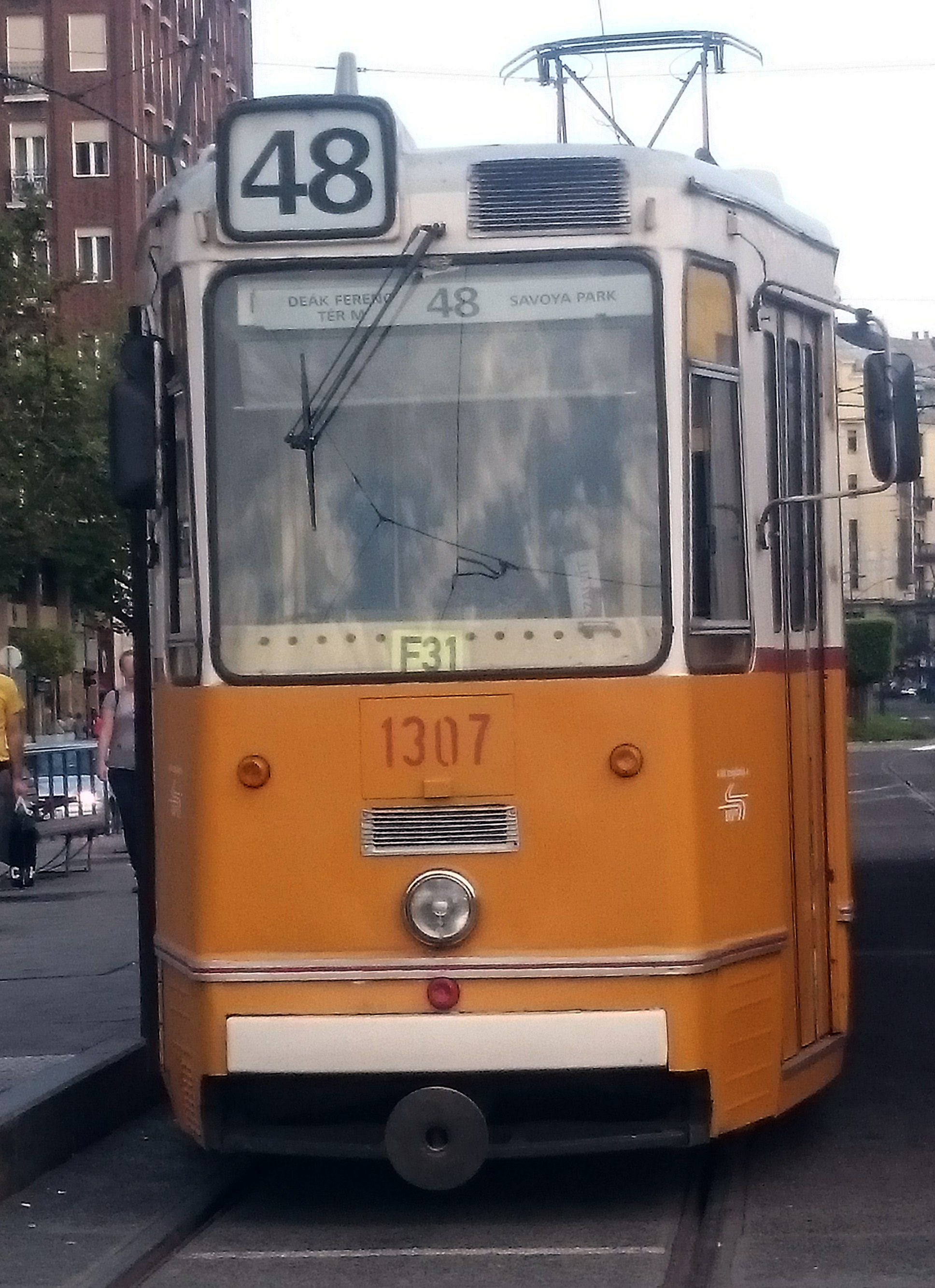
Ganz CSMG típusú villamos a Deák Ferenc téren (2015)
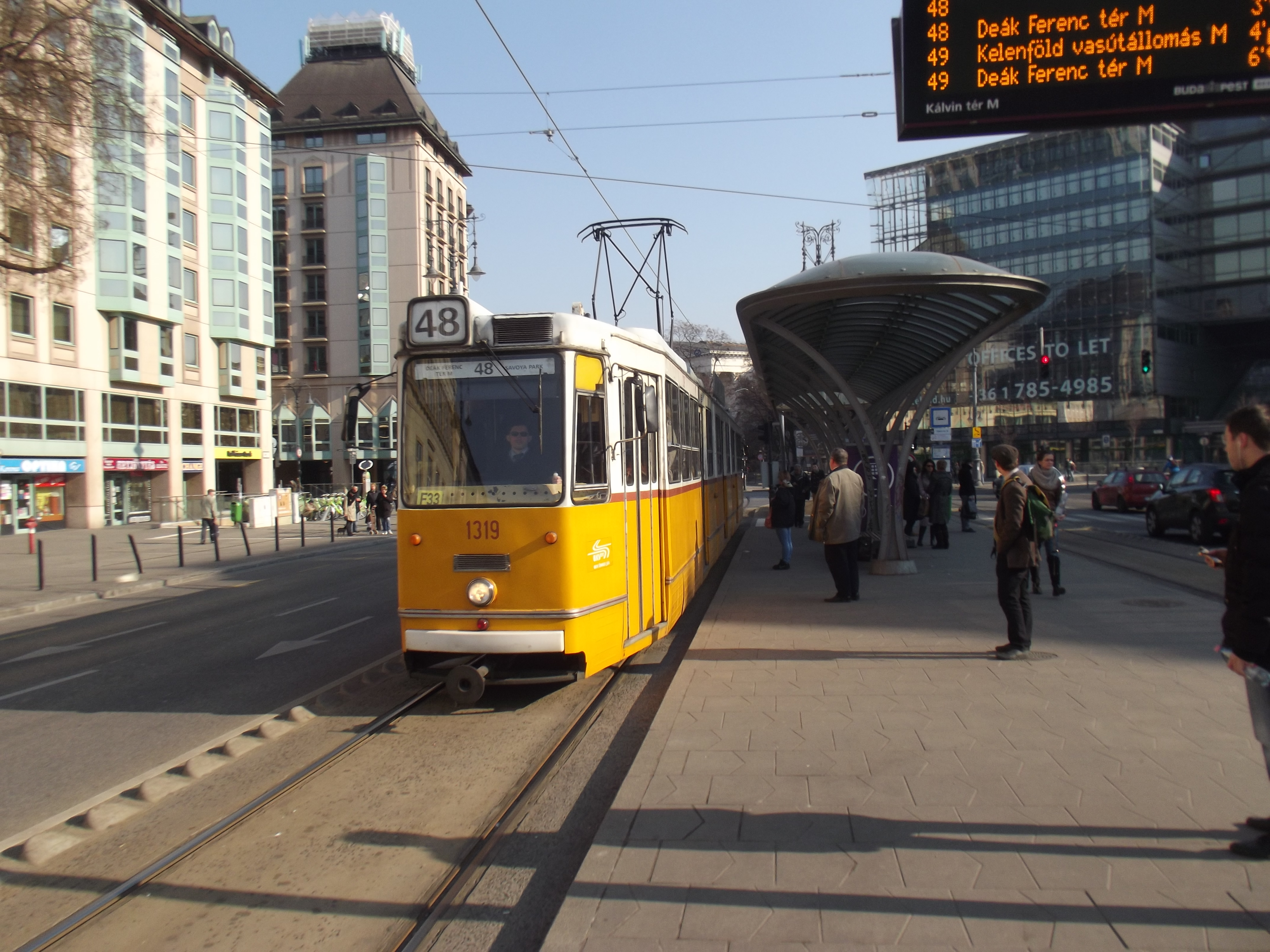
Ganz CSMG típusú villamos a Kálvin téren (2015)
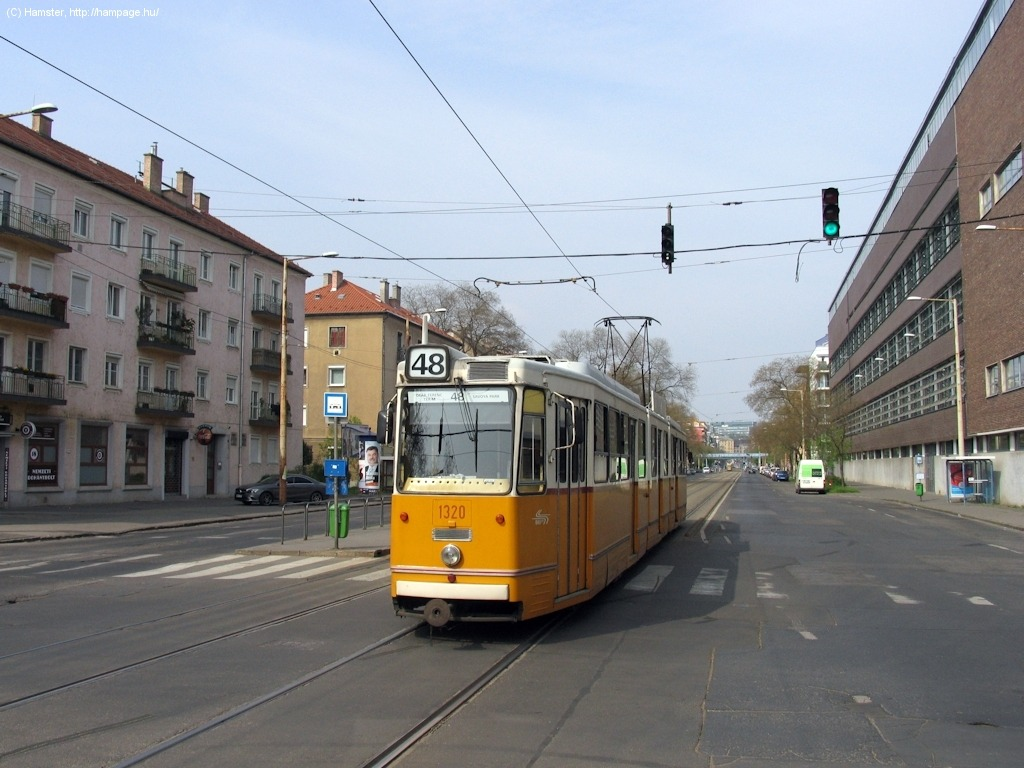
Ganz CSMG típusú villamos a Fehérvári úton (2014)
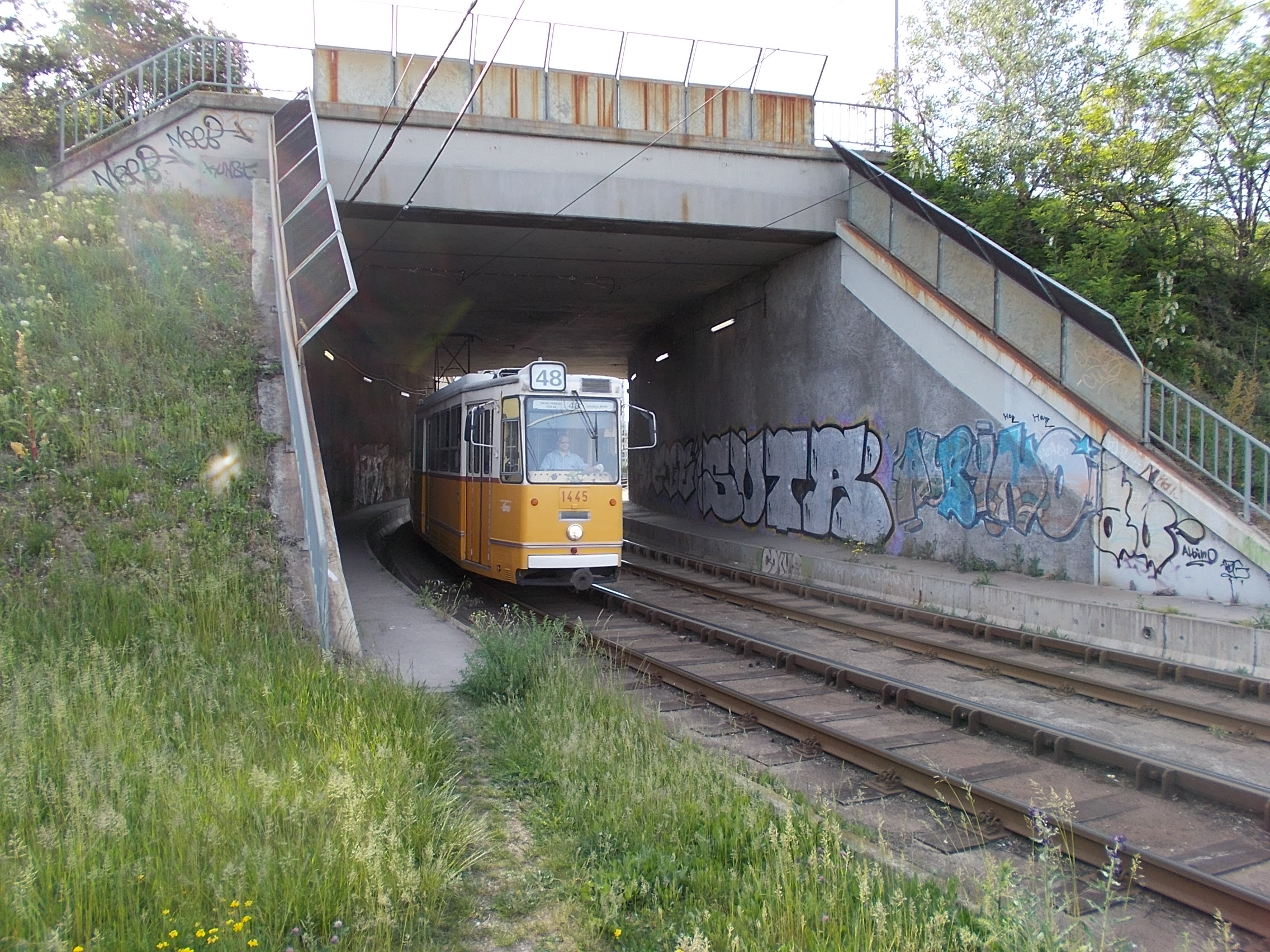
Ganz CSMG típusú villamos a Leányka utcai közúti felüljáró felvezető töltése alatt (2020)
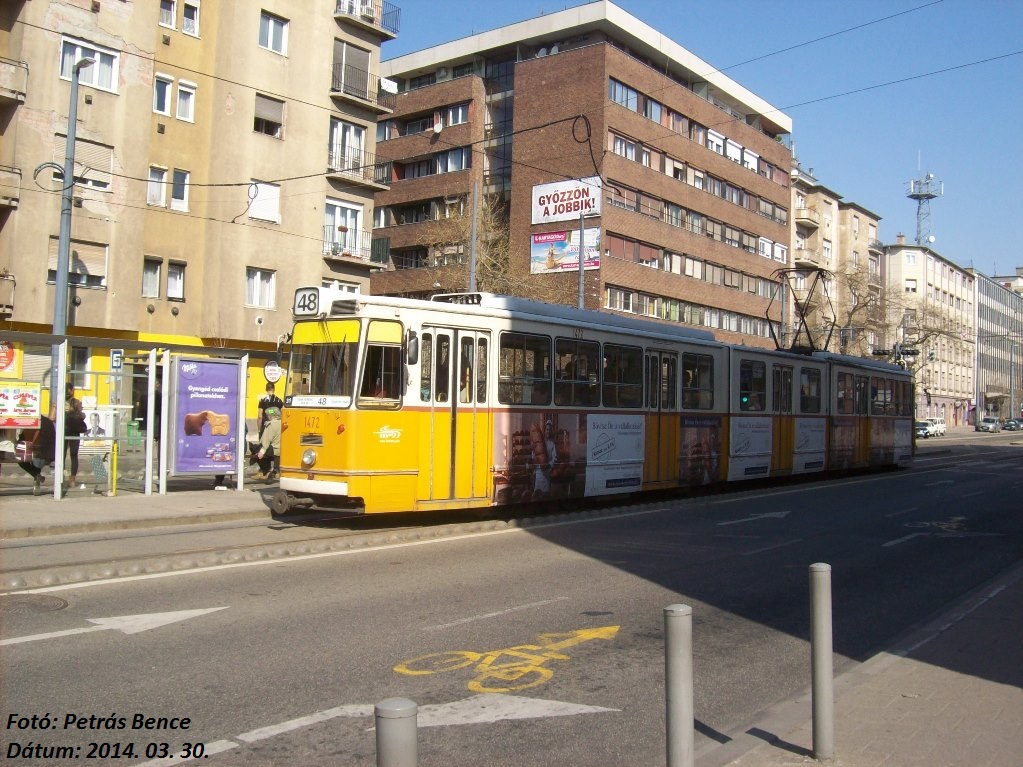
1472-es pályaszámú Ganz CSMG típusú villamos az Újbuda-központnál (2014)